# Teorema dels zeros de Hilbert
El teorema dels zeros de Hilbert, anomenat de vegades Nullstellensatz, és un teorema central de geometria algebraica que relaciona els ideals amb les varietats algebraiques. Fou demostrat pel matemàtic alemany David Hilbert.

## Enunciat
Existeixen diverses formulacions equivalents del teorema dels zeros de Hilbert.
Teorema 1
Si K és un cos i, {\displaystyle (a_{i})_{1\leq i\leq n}\in K^{n}}, llavors l'ideal I := (X1−a1, ...,Xn−an) és un ideal maximal de K[X1, ...,Xn].
 Teorema 2
Sia K un cos, L una K-àlgebra de tipus finit.
Si L és un cos, llavors L és una extensió algebraica de K.
 Teorema 3 (Nullstellensatz)
Sia K és un cos algebraicament tancat, es té:
Si M és un ideal maximal de l'anell de polinomis en n indeterminades K[X1, ...,Xn], llavors existeix {\displaystyle (a_{1},\dots a_{n})\in K^{n}} tal que {\displaystyle M=(X_{1}-a_{1},\dots ,X_{n}-a_{n})}, és a dir, llavors M és un ideal maximal de punt.
 Teorema 4 (Existència dels zeros)
Si K és un cos algèbricament tancat, llavors per a tot ideal propi J de K[X1, ...,Xn], es té que la varietat algebraica que genera, V(J) no és buida.
Encara més, I(V(J)) = rad J, on rad indica el radical de l'ideal J.